# Hublot
Hublot (французский: [yblo], рус. Юбло) — швейцарский производитель часов класса «люкс».

## История
С 1975 года Карло Крокко исследовал свойства каучука и его способность к восстановлению при ежедневном контакте с кожей и в 1980 году выпустил первые в мире золотые часы с ремешком из натурального каучука. Часы делались под конкретного клиента, а ремешок состоял из двух частей и идеально подгонялся под запястье.
В 2004 году Жан-Клод Бивер стал исполнительным директором, членом правления и держателем части акций Hublot.
Новый управляющий продолжил концепцию «Слияния». Это выразилось в производстве часов из таких материалов: тантала и розового золота, золота и керамики, титана и магниевого сплава.
Уже в апреле 2005 года была представлена новая коллекция, изюминкой которой стал хронограф «Big Bang». Коллекция от Hublot имела успех, в течение года количество заказов увеличилось в три раза. Хронограф «Big Bang» заработал несколько международных наград: «Приз за дизайн 2005 года» на Гран-При «Женевского Конкурса производителей часов»; далее — «Приз за лучшие спортивные часы» на церемонии «Часы года», проходившей в Японии, и высокая награда с Ближнего Востока за «Лучшие часы большого размера» на церемонии «Часы года» в Бахрейне.
1 января 2012 года Рикардо Гвадалупе стал генеральным директором Hublot, ответственным за управление текущей деятельностью группы.
В 2006 году Жан-Клод Бивер запускает первый в мире телевизионный канал, который передаёт новости о мире Hublot.
Пакет акций компании принадлежит LVMH (100 %).
Официальными лицами бренда в разное время были футболист Диего Марадона, члены семьи погибшего гонщика «Формулы 1» Айртона Сенны, самый быстрый бегун в мире Усэйн Болт, а также футболисты «Манчестер Юнайтед».

## Использование бренда
В ответ на снятие с эфира российского ТВ эпизода сериала «Слуга народа», где главный герой спрашивает, какие часы носит Владимир Путин, что выглядит созвучно с известным оскорбительным слоганом , 
газета «Ведомости» вышла со статьёй о Зеленском и рекламой часов Hublot на первой полосе.
Нападающий и капитан клуба Национальной хоккейной лиги (НХЛ) «Вашингтон Кэпиталс» Александр Овечкин подарил всем одноклубникам - игрокам, тренерам и персоналу - индивидуальные часы Hublot после того, как побил рекорд по количеству голов в регулярных чемпионатах лиги.